# Funkenberg
Funkenberg (česky doslovně Jiskrový vrch) je vrch o nadmořské výšce 377 m na území hornolužické obce Sohland an der Spree (místní část Wehrsdorf) v zemském okrese Budyšín v Sasku.

## Charakteristika
Vrch leží v německé části Šluknovské pahorkatiny (Lausitzer Bergland) a její mesogeochoře Severní hornolužická vrchovina (Nördliches Oberlausitzer Bergland). Geologické podloží tvoří lužický granodiorit, který byl těžen v lomu nedaleko vrcholu. Převažujícím půdním typem je podzolová kambizem, v dolních částech svahů se vyskytuje též erodovaná parakambizem, pseudoglej a regosol. Při úpatí Funkenbergu protéká Kaltbach a jeho levý přítok Waldwasser. Celý vrch tak náleží k povodí Sprévy a Labe a k úmoří Severního moře. Vrcholová část je porostlá převážně jehličnatým lesem, svahy mají převážně zemědělské využití a při úpatí se nachází zástavba Wehrsdorfu. Funkenberg leží v chráněné krajinné oblasti Oberlausitzer Bergland.